# Oleksandr Valentynovych Turchynov
Oleksandr Valentynovych Turchynov (tiếng Ukraina: Олександр Валентинович Турчинов) (sinh 31 tháng 3 năm 1964) là một chính trị gia, nhà biên kịch và tiến sĩ Khoa học Kinh tế người Ukraina. Ông đã được bầu làm chủ tịch Quốc hội Ukraina vào ngày 22/2/2014, sau khi tổng thống Viktor Yanukovych bỏ chạy ngày 21/2/2014, và Quốc hội Ukraina đã phế truất ông. Ngày 23.02, Oleksandr Turchynov đã được chỉ định làm tổng thống kiêm thủ tướng tạm thời cho đến khi tổng thống mới đắc cử trong cuộc bầu cử tổng thống dự định vào tháng 5/2014. Ông là phó chủ tịch đảng Liên minh toàn Ukraina - Tổ quốc.]). Phát biểu sau khi nhậm chức Turchynov nói nước này sẽ cố gắng cải thiện quan hệ với Nga nhưng khẳng định Kiev sẽ ưu tiên hội nhập Liên minh châu Âu. Turchynov là mặc nhiên (ex officio) giữ quyền thủ tướng Chính phủ, khi ông đang giữ chức phó thủ tướng Chính phủ đầu tiên khi vắng mặt của thủ tướng sau khi chính phủ Yulia Tymoshenko đã bị phế truất vào ngày 3 tháng 3 năm 2010 cho đến khi Quốc hội Ukraina bầu Mykola Azarov làm thủ tướng mới ngày 31/3/2010 .

## Tiểu sử
Oleksandr Turchynov sinh ra ở Dnipropetrovsk. Ông tốt nghiệp Học viện Luyện kim Dnipropetrovsk vào năm 1986, sau đó ông làm việc tại Kryvorizhstal. Từ năm 1987 đến 1990, ông giữ chức vụ người đứng đầu ban tuyên truyền đoàn thanh niên cộng sản tỉnh Dnipropetrovsk.